# Palpa (tỉnh)
Tỉnh Palpa (tiếng Tây Ban Nha: Provincia de Palpa) là một tỉnh thuộc vùng Ica của Peru. Tỉnh Palpa có diện tích 1233 km², dân số thời điểm theo điều tra dân số ngày 11 tháng 7 năm 1993 là 13427 người. Tỉnh lỵ đóng ở Palpa.